# Carl Georg Steinicke

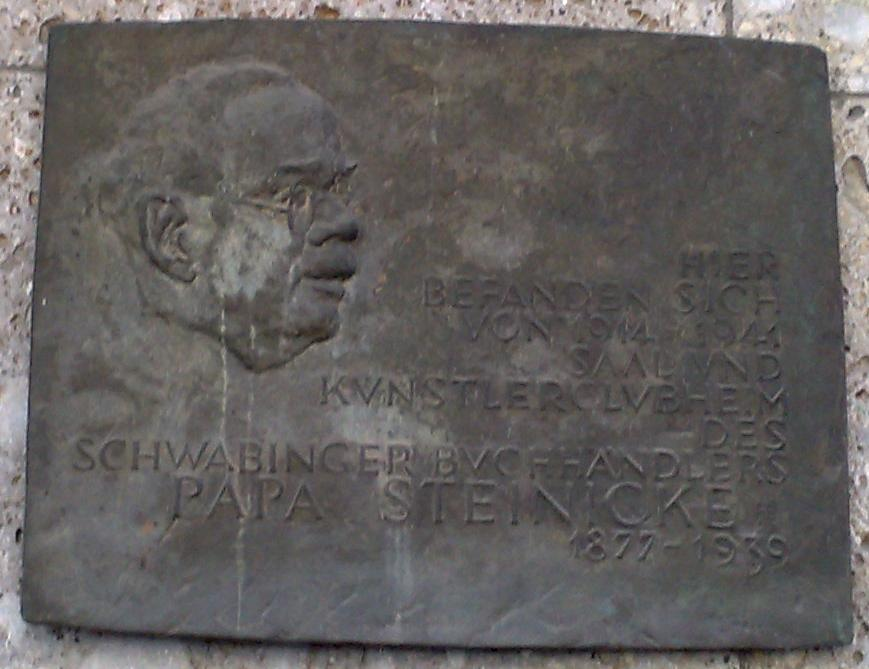
Carl Georg Steinicke (1877–1939)

Carl Georg Steinicke (* 7. August 1877 in Berlin; † 5. März 1939 in München), genannt „Papa Steinicke“, war Buchhändler und Antiquar in München.

## Leben und Wirken
Steinicke gründete 1903 in München in der Lindwurmstraße 5a eine Buchhandlung mit Antiquariat. 1914 eröffnete Steinicke in der Adalbertstr. 15 (Maxvorstadt) hinter seiner Buchhandlung eine Kleinkunstbühne für Schauspielaufführungen und Vortragsabende. Der Steinickesaal entwickelte sich schnell zu einem Diskussionsforum für Intellektuelle, Schriftsteller und Philosophen.
Max Weber hielt mindestens zwei Vorträge im Kunstsaal der Buchhandlung Steinicke. Am 7. November 1917 hielt er im Rahmen der Vortragsreihe „Geistige Arbeit als Beruf“ einen Vortrag zum Thema „Wissenschaft als Beruf“. Am 28. Januar 1919 fand im Rahmen der gleichen Vortragsreihe der Vortrag „Politik als Beruf“ statt. Veranstaltet wurde die Vortragsreihe vom „Freistudentischen Bund. Landesverband Bayern“.
1932 wandelte Steinicke seine Buchhandlung in einen Dichter- und Künstlerklub um. Hier trafen sich in Zeiten des Dritten Reiches abends Gegner des Nationalsozialismus aus verschiedenen politischen Parteien: Sozialdemokraten, Kommunisten, Zentrumsleute und Angehörige der Bayerischen Volkspartei.
Steinicke war Münchner Stadtrat. Er förderte das Kunstleben in München und war Mitgründer des Bayerischen Volkshochschulverbands.

## Ehrungen
- Am ehemaligen Standort seiner Buchhandlung (das Gebäude wurde im Zweiten Weltkrieg zerstört) wurde an der Fassade des Neubaus eine kleine Gedenktafel angebracht (siehe Abbildung).
- In München, Stadtteil Maxvorstadt ist eine kleine Straße, der Steinickeweg, nach ihm benannt worden.